# Yaw Preko
Yaw Preko, född 8 september 1974, är en ghanansk före detta fotbollsspelare. Idag är han verksam som fotbollstränare.

## Klubbkarriär

### Ghana, Belgien och Turkiet
Efter att ha börjat karriären i mindre klubbar i Ghana fick Preko säsongen 1991/1992 ett mindre genombrott i den inhemska storklubben Hearts of Oak. Han var i samma veva med i det ghananska lag som vann 1991 års upplaga av U17-VM. Året därpå deltog han för sitt land i OS 1992 där Ghana tog en bronsmedalj efter att ha besegrat Australien i matchen om tredjepriset. Efter sommaren blev Preko som 17-åring ungdomsproffs i den belgiska storklubben Anderlecht, med vilka han skulle komma att tillbringa de kommande fem åren. Preko blev under sin tid i klubben belgisk ligamästare tre gånger. Han har i efterhand beskrivit att han "växte upp" i Belgien, när han flyttat från Anderlecht till Turkiet tyckte han sig mer professionell än många av sina medspelare.

### Halmstads BK
Efter att ha spenderat sju år med olika turkiska klubbar anslöt Preko inför säsongen 2004 till Halmstads BK. Huvudtränaren Janne Andersson hämtade Preko vid hans ankomst till Kastrup och visade honom Halmstad. Bland annat visade Andersson Per Gessles hus, varpå Preko svarade "Jag trodde inte han bodde här - jag som alltid gillat Roxette."
Halmstads BK gjorde 2004 en succésäsong och var nära att vinna Allsvenskan, i slutändan fick man dock nöja sig med en andraplats bakom Malmö FF efter en dramatisk sista omgång. Preko bildade under säsongen anfallspar med MFF-lånet Markus Rosenberg, som den säsongen vann Allsvenskans skytteliga med 14 mål. Själv medverkade Preko i samtliga ligamatcher under säsongen och stod för sju mål, bland dem en spektakulär nick i bortamatchen mot Malmö FF på Malmö stadion.
Under sin andra och sista säsong i Halmstad bildade Yaw Preko på nytt anfallspar med den säsongens blivande skyttekung, Gunnar Heidar Thorvaldsson. Mot slutet av året fick han dock spela en del som yttermittfältare, detta med goda resultat. I en match mot Djurgården gjorde han mål redan efter 14 sekunder, vilket ännu är Halmstads snabbaste allsvenska mål genom tiderna.

### Senare karriär
Efter att ha lämnat Sverige spelade Preko för Al-Ettifaq i Saudi Professional League. Hans sista klubb som spelare var vietnamesiska Hoang Anh Gia Lai.

## Landslagskarriär
Preko gjorde 68 matcher och 4 mål för det ghananska A-landslaget.